# Respect

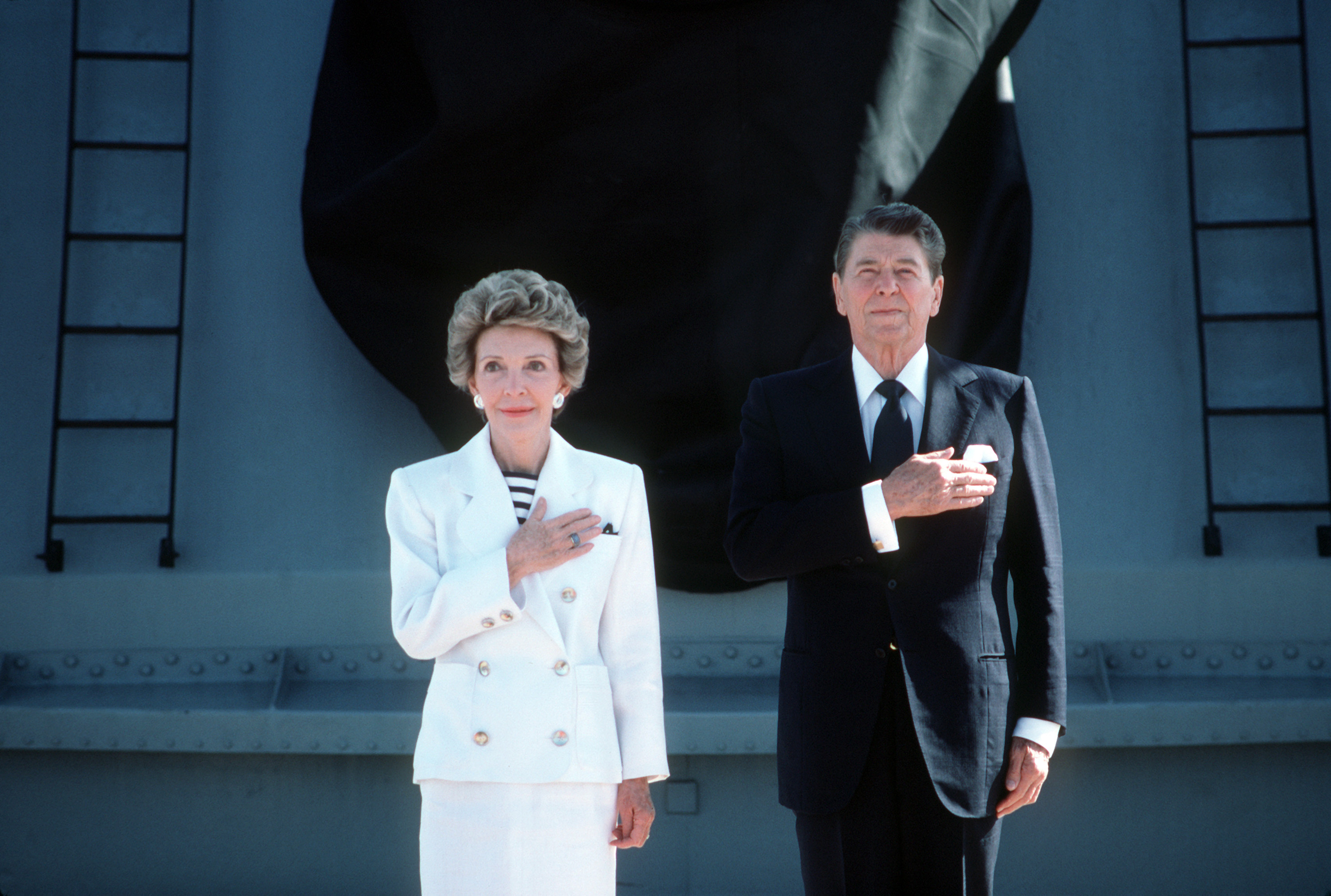
Nancy şi Ronald Reagan salutând drapelul național, prin aceasta manifestând respectul față de steagul și națiunea americană

Respectul reprezintă atitudinea sau sentimentul de apreciere, stimă și considerație față de o persoană, o idee sau o instituție.
Acesta poate fi exprimat verbal sau prin gesturi și prin fapte; deferență. (Expresie, pe cineva) la respect = a ține pe cineva la distanță, a nu da cuiva posibilitatea să devină prea familiar. A pune (pe cineva) la respect = a impune cuiva o atitudine respectuoasă. Respectele mele = formulă de salut.

## Etimologie
„Respect” este un substantiv neutru, care provine din latinescul respectus („considerație”).